# Großbeeren

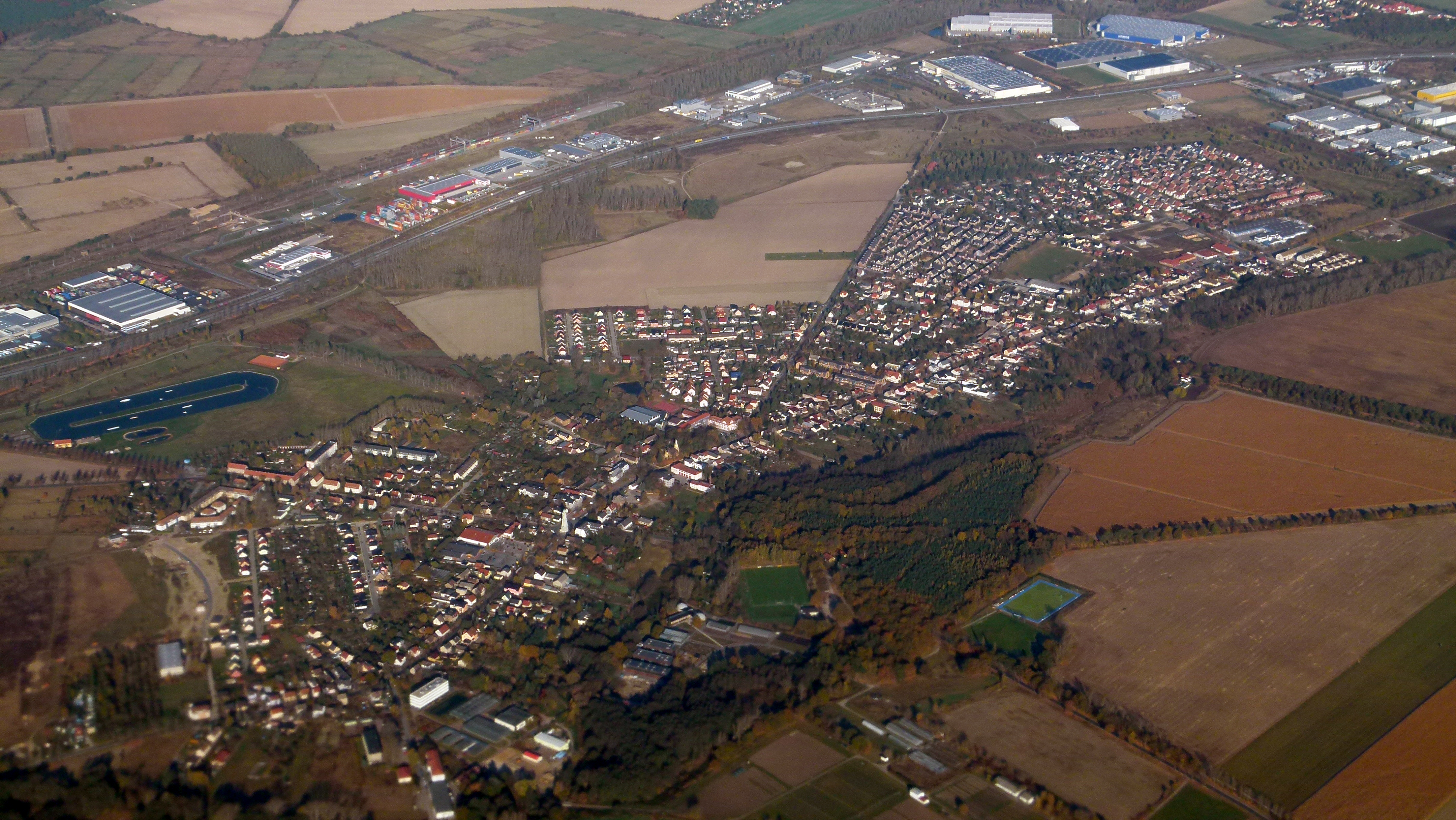
Luftbild von Großbeeren

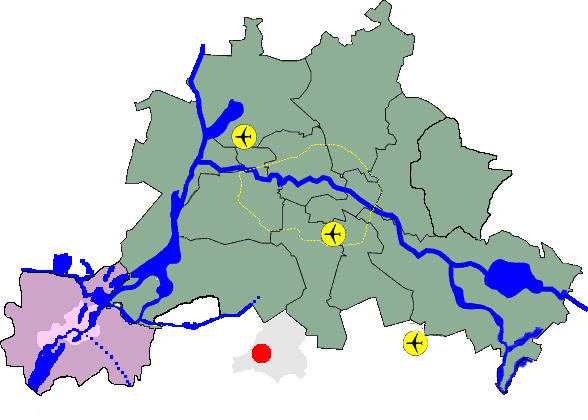
Lage an der Stadtgrenze Berlins

Großbeeren ist eine amtsfreie Gemeinde im nördlichen Teil des Landkreises Teltow-Fläming (Brandenburg).

## Geografie
Die Gemeinde liegt unmittelbar südlich von Berlin im Gebiet des Landkreises Teltow-Fläming.

## Gemeindegliederung
Zur Gemeinde Großbeeren gehören neben dem Kernort Großbeeren (mit dem bewohnten Gemeindeteil Neubeeren) folgende Ortsteile:
- Diedersdorf
- Heinersdorf[3] mit den bewohnten Gemeindeteilen Birkholz, Birkenhain und Friederikenhof
- Kleinbeeren[4]

Hinzu kommt der Wohnplatz Altes Forsthaus.

## Geschichte

### 13. Jahrhundert bis 16. Jahrhundert
Großbeeren wurde im Jahr 1271 erstmals als zu Grossen Bern urkundlich erwähnt. Der Ortsname geht zurück auf das Geschlecht der von Berne (von Beeren), die hier vom 14. Jahrhundert bis zum Beginn des 19. Jahrhunderts herrschten. Daneben war auch das Kloster Spandau bzw. später das Amt Spandau (bis nach 1652) mit einer Pacht von zwei Hufen am Ort beteiligt. Aus dem Jahr 1356 ist die Schreibweise magna berne überliefert. Das Landbuch Karls IV. weist aus dem Jahr 1375 eine Familie Berktzow auf, die zunächst vier, später alle abgabenfreien Hufen bis 1668 besaßen. Insgesamt war die Gemarkung 50 Hufen groß, davon zwei für den Pfarrer, 12 für Wilke von Berne zu seinem Hof. Es gab acht Kötter, einen Krug sowie eine Windmühle. Weiterhin erschienen eine Familie Snitlink mit fünf Hufen, ein Herr Kerstian und Wilke Rode mit je vier Hufen sowie der Altar in Cölln mit sechs und der in Fahrland mit sieben Hufen. 1450 erschien Großenberne in den Urkunden. Der Ort war mittlerweile 52 Hufen groß, zwei davon gehörten weiterhin dem Pfarrer sowie 12 denen von Berne. Weiterhin arbeiteten fünf Kötter im Ort. Der Krug sowie die Mühle bestanden ebenfalls weiterhin. Um 1500 wurde Großbeeren von Mittenwalde aus seelsorgerisch betreut. 1520 gab es erstmals einen Schulzen, der fünf Hufen sowie zwei Melwendorfsche Hufen besaß. Es gab einen Fünfhüfner, einen Vierhüfner sowie vier weitere Bauern, die je eine Melwendorfsche Hufe bearbeiteten; ein Bauer besaß eine halbe Hufe. 1542 erschien in einem Dokument die Schreibweise Grosen Berenth.

### 17. und 18. Jahrhundert
1608 entstand ein Rittersitz (Gutshaus). 1668 verkaufte die Familie Berktzow ihre Hufen an die von Beeren. Der letzte Gutsherr aus diesem Adelsgeschlecht, Hans Heinrich Arnold von Beeren, starb 1812 und wurde als „Geist von Beeren“ durch Theodor Fontanes Wanderungen durch die Mark Brandenburg bekannt. Die Entwicklung Großbeerens war in den ersten Jahrhunderten wiederholt durch kriegerische Verwüstungen und viele Opfer unter den Einwohnern geprägt. So während des Dreißigjährigen Krieges (1618 bis 1648) und im Siebenjährigen Krieg von 1757 bis 1763, als im Jahre 1760 im Zuge des Vormarsches russischer und österreichischer Truppen in Richtung Berlin die Kirche und zahlreiche Häuser von Großbeeren niedergebrannt wurden. Vor dem Dreißigjährigen Krieg gab es im Ort neun Hüfner, neun Kötter mit einem Schmied und einem Müller, einen Hirten, einen Pachtschäfer, ein Paar Hausleute sowie einen Hirtenknecht. Sie bewirtschafteten im Dorf 13 Hufen und im Gut 11 herrschaftliche Hufen. Nach dem Krieg lebten nur noch drei Bauern sowie ein Krüger mit einem Sohn und einem Knecht sowie vier Kötter im Ort. Großbeeren erholte sich jedoch vergleichsweise schnell: Im Jahr 1711 lebten bereits wieder sechs Hufner, sieben Kötter, ein Schmied, ein Hirte, ein Schäfer sowie ein großer und ein kleiner Knecht im Ort. Sie bewirtschafteten 35 Hufe. Aus dem Jahr 1745 sind sieben Bauern, acht Kötter sowie eine Windmühle und ein Krug überliefert. Außerhalb des Ortes gab es ein Müllerhaus. Zum Rittergut wurde die wüste Feldmark Melwendorf erwähnt. 1760 brannte die Dorfkirche ab. 1771 gab es 15 Giebel (=Häuser), einen Schmied, einen Hirten, zwei Paar Hausleute, einen Schäfer sowie einen Knecht. Sie bewirtschafteten weiterhin 35 Hufe und mussten je Hufe 8 Groschen an Abgaben zahlen. 1773 erschien erstmals eine adelige Windmühle.

### 19. Jahrhundert

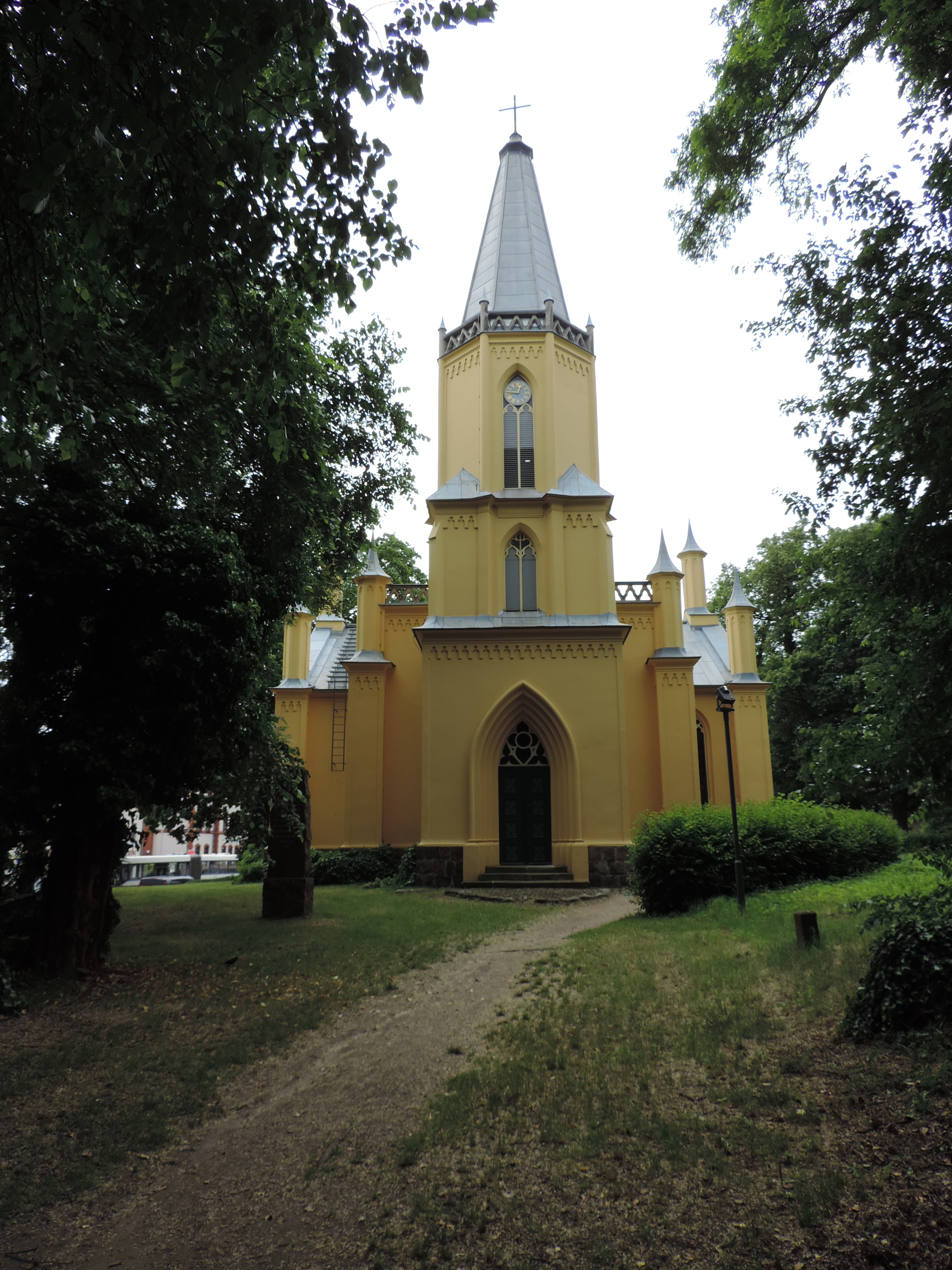
Evangelische Kirche von Schinkel

1801 lebten und arbeiteten sechs Ganzbauern sowie sechs Ganzkötter im Ort. Es gab zehn Einlieger, eine Schmiede, einen Krug sowie eine Windmühle. Der Förster bewirtschaftete 1500 Morgen Holz. Hinzu kam das Gut mit dem Vorwerk Neubeeren. Zusammen ergab dies 35 Bauernhufe sowie 24 Lehnhufe mit 20 Feuerstellen (=Wohnhäuser). Von historischer Bedeutung ist die nach dem Ort benannte Schlacht bei Großbeeren am 23. August 1813, in der die preußisch-russischen Koalitionstruppen unter General Bülow die französischen Truppen und ihre sächsischen Verbündeten schlugen und damit Berlin vor der Besetzung durch Napoleon bewahrten. Nach dem Ende des Krieges erbaute die Kirchengemeinde in den Jahren 1818 bis 1820 eine neue Dorfkirche. Ein neu aufgestelltes Denkmal erinnerte an die siegreiche Schlacht. 1824 übernahm eine Familie Mumme den Ort, hielt ihn aber nur bis 1827. Danach erschien ein Besitzer v. Beyer, der bis 1838 Eigentümer von Großbeeren war. 1840 gab es im Ort 29 Wohnhäuser. 1849 wechselte die Gerichtsbarkeit vom Patrimonal- und Kammergericht zum Kreisgericht Berlin. Im Jahr 1858 lebten im Dorf und Rittergut insgesamt 17 Hof- und Gutseigentümer sowie ein Pächter mit 32 Knechten und Mägden. Dazu kamen 32 Tagelöhner, sechs nebengewerbliche Landwirte mit sieben Knechten und Mägden. Es gab 73 Arbeiter, sechs Bediente und insgesamt 24 Besitzungen. Eine umfasste 3500 Morgen, elf weitere zusammen 1335 Morgen in der Größenordnung von 30 bis 300 Morgen. Hinzu kamen zwölf Besitzungen in einer Größe zwischen 5 und 30 Morgen, die zusammen 179 Morgen bewirtschafteten. Es gab einen Schlächtermeister mit einem Gesellen und einem Lehrling, einen Schuhmachermeister mit einem Gesellen, zwei Schneidermeister mit einem Gesellen, drei Zimmergesellen, ein Stellmachermeister, drei Maurergesellen, ein Grobschmiedemeister, einen Kaufmann, einen Krüger sowie acht Arme. Im Jahr 1860 wurden insgesamt 1476 Morgen bewirtschaftet, darunter 1107 Morgen Acker, 169 Morgen Wiese, 70 Morgen Wald, 60 Morgen Weide sowie 35 Morgen Gartenland. Die Gehöfte nahmen 35 Morgen Fläche ein. Es bestanden zwei öffentliche sowie 64 Wirtschafts- und 40 Wohngebäude. Hinzu kamen im Rittergut 15 Wirtschafts- sowie acht Wohngebäude. Bis 1864 übernahm die Familie Briesen die Herrschaft über Dorf und Gut. 1879 wechselte die Gerichtsbarkeit erneut und lag bis 1906 beim Amtsgericht Berlin II. Die Stadt Berlin kaufte 1881 das Gut Großbeeren und legte in den Folgejahren auf dessen Flächen Rieselfelder an, die bis zum Ende des 20. Jahrhunderts in Betrieb waren.

### 20. und 21. Jahrhundert

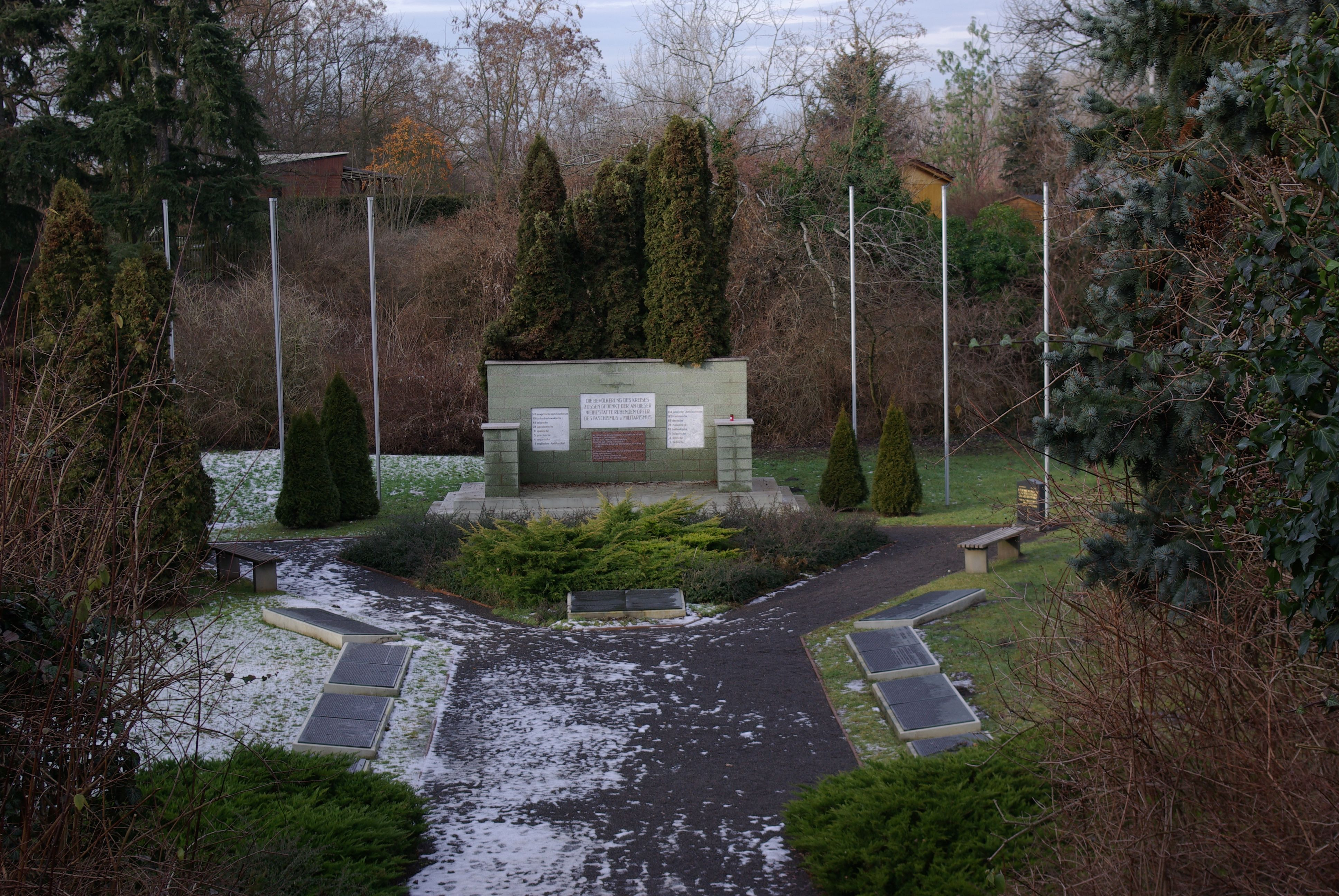
Gedenkstätte für das Arbeitslager

1900 gab es im Ort 124 Häuser, hinzu kamen neun Häuser im Rittergut. 1906 wechselte die Gerichtsbarkeit zum Amtsgericht Berlin-Lichterfelde und blieb dort bis 1945. 1913 entstand ein Gedenkturm für die Schlacht von Großbeeren. 1928 wurde das Rittergut mit dem Dorf zur Gemeinde vereinigt. 1939 bestand ein großer land- und forstwirtschaftlicher Betrieb, der mehr als 100 Hektar bewirtschaftete. Zwei Betriebe bearbeiteten eine Fläche von 20 bis 100 Hektar, weitere 14 Betriebe eine Fläche von 10 bis 20 Hektar sowie 13 Betriebe mit fünf bis 10 Hektar. Weitere 38 Betriebe hatten lediglich 0,5 bis 5 Hektar zur Verfügung.
In der Zeit des Dritten Reiches errichtete die Gestapo im September 1942 ein „Arbeitserziehungslager“ für Gegner des Nationalsozialismus und Zwangsarbeiter, welches bis April 1945 etwa 45.000 Häftlinge durchliefen. Der wohl prominenteste Insasse war von März bis August 1943 der Arbeitersportler Werner Seelenbinder. Wegen mangelhafter Ernährung, durch Misshandlung, Erschöpfung oder infolge unmenschlicher Zwangsarbeit fanden hier mindestens 1.197 Gefangene den Tod, darunter 340 aus der Sowjetunion, 334 aus Polen, 182 aus Frankreich, 99 aus der Tschechoslowakei, 40 aus Belgien und 97 Deutsche. Ihnen allen ist eine internationale Mahn- und Gedenkstätte in der Nähe der Bülow-Pyramide gewidmet.
Am 23. April 1945 wurde Großbeeren von der Roten Armee besetzt und gehörte vom Ende des Zweiten Weltkrieges bis 1949 zum Territorium der Sowjetischen Besatzungszone Deutschlands, dann zur DDR. In dieser Zeit wurden 51 Hektar Land enteignet und auf Alt- und Neubauern verteilt; es wurde ein Volkseigenes Gut gegründet. 1950 wurden Kleinbeeren sowie die Wohnplätze Neubeeren, Reichsbahnsiedlung, Umspannwerk, Forelle, Suchowski, Am Bahnhof sowie Rathenow-Siedlung eingemeindet. Bis zur Neugliederung der DDR in Bezirke im Jahr 1952 lag Großbeeren im Gebiet des Kreises Teltow im Land Brandenburg, fortan bis 1990 im neu geschaffenen Kreis Zossen des Bezirkes Potsdam. 1956 entstand der VEB Fahrzeugwerke Großbeeren, der über 86 Beschäftigte verfügte. 1960 entstand eine LPG vom Typ I, die 1961 bereits 30 Mitglieder hatte und 171 Hektar landwirtschaftliche Nutzfläche bewirtschafteten. Die nur wenige Kilometer nördlich von Großbeeren verlaufende Grenze zwischen der DDR und West-Berlin rückte Großbeeren nach dem Bau der Berliner Mauer am 13. August 1961 in eine geographische Randlage. Das nach der Abriegelung von West-Berlin direkt am Grenzzaun gelegene Gut Osdorf wurde 1968 – bis auf eine Scheune – abgerissen. Die Einwohner wurden zwangsumgesiedelt. 1970 wurde die LPG aufgelöst und die Flächen dem Lehr- und Versuchsgut Großbeeren übergeben. 1973 gründeten sich ein VEB Gerätebau, eine Kooperative Abteilung Pflanzenproduktion und eine PGH Rundfunk und Fernsehen. Außerdem gab es einen staatlichen Forstwirtschaftsbetrieb und eine Revierförsterei. Wenige Jahre vor dem Fall der Mauer wurde ein zusätzlicher Autobahnzubringer vom Berliner Ring und ein Grenzübergang Großbeeren für den Transitverkehr von und nach West-Berlin geplant, der jedoch durch die Wiedervereinigung 1990 nicht mehr gebaut wurde. Seit 1993 gehört Großbeeren zum neuen Landkreis Teltow-Fläming. Mit der Auflösung des Amtes Ludwigsfelde-Land Ende 2001 erlangte Großbeeren den Status einer amtsfreien Gemeinde.
Eingemeindungen
- Kleinbeeren 1. Juli 1950[7]
- Osdorf[8] 31. Dezember 1999,[3][9] 2000 in Heinersdorf umbenannt
- Diedersdorf 31. Dezember 2001[10]

## Bevölkerungsentwicklung
| Jahr | Einwohner |
| ---- | --------- |
| 1875 | 0902      |
| 1890 | 1.560     |
| 1910 | 1.984     |
| 1925 | 1.978     |
| 1933 | 1.971     |
| 1939 | 2.686     |

| Jahr | Einwohner |
| ---- | --------- |
| 1946 | 2.459     |
| 1950 | 3.138     |
| 1964 | 2.791     |
| 1971 | 2.694     |
| 1981 | 2.592     |
| 1985 | 2.615     |

| Jahr | Einwohner |
| ---- | --------- |
| 1990 | 2.442     |
| 1995 | 2.857     |
| 2000 | 5.288     |
| 2005 | 7.034     |
| 2010 | 7.466     |
| 2015 | 8.398     |

| Jahr | Einwohner |
| ---- | --------- |
| 2020 | 8.804     |
| 2021 | 8.891     |
| 2022 | 9.404     |
| 2023 | 9.483     |
| 2024 | 9.344     |

Gebietsstand des jeweiligen Jahres, Einwohnerzahl: Stand 31. Dezember (ab 1991), ab 2011 auf Basis des Zensus 2011, ab 2022 auf Basis des Zensus 2022
Die starken Veränderungen in den Jahren 1950, 2000 und 2005 ergaben sich durch Eingemeindungen.

## Politik
Die Gemeindevertretung von Großbeeren besteht aus 18 Gemeindevertretern und dem hauptamtlichen Bürgermeister. Die Kommunalwahl am 9. Juni 2024 führte bei einer Wahlbeteiligung von 64,7 % zu folgendem Ergebnis:
| Partei / Wählergruppe                  | Stimmenanteil 2019 | Sitze 2019 |        | Stimmenanteil 2024 | Sitze 2024 |
| -------------------------------------- | ------------------ | ---------- | ------ | ------------------ | ---------- |
| CDU                                    | 19,3 %             | 4          | 32,8 % | 6                  |            |
| Unser Großbeeren – Deine Stimme (UGDS) | –                  | –          | 15,5 % | 3                  |            |
| SPD                                    | 19,1 %             | 3          | 12,6 % | 2                  |            |
| Wir für Großbeeren (WfG)               | 20,5 %             | 4          | 12,1 % | 2                  |            |
| Bündnis 90/Die Grünen                  | 18,6 %             | 3          | 09,6 % | 2                  |            |
| FDP                                    | 13,6 %             | 2          | 07,3 % | 1                  |            |
| Einzelbewerberin Annette Gatzky        | –                  | –          | 05,9 % | 1                  |            |
| Die Linke                              | 05,8 %             | 1          | 02,8 % | 1                  |            |
| Einzelbewerber Detlev Siegmann         | –                  | –          | 01,3 % | –                  |            |
| Einzelbewerber Jan Bartoszek           | 03,0 %             | 1          | –      | –                  |            |
| Insgesamt                              | 100 %              | 18         | 100 %  | 18                 |            |

Durch den Wechsel eines Gemeindevertreters von der Wählergruppe WfG zur CDU wuchs im März 2025 deren Fraktion auf 7 Sitze an.

### Bürgermeister
- 2002–2018: Carl Ahlgrimm (CDU; bis 2017 parteilos)[17]
- 2018–2025 Tobias Borstel (Unser Großbeeren; bis 2024 SPD)
- seit 2025: Martin Wonneberger (CDU)

Borstel wurde in der Bürgermeisterstichwahl am 28. Januar 2018 mit 52,2 % der gültigen Stimmen gewählt. Im Januar 2025 wurde ein Bürgerentscheid über die Abwahl Borstels eingeleitet, der jedoch scheiterte. Durch die Gemeindevertretung wurde am 14. März 2025 die Durchführung eines Bürgerentscheids über die Abwahl des Bürgermeisters beschlossen. Borstel verzichtete auf ein Bürgervotum und akzeptierte die Abwahl.
Wonneberger wurde am 6. Juli 2025 mit 59,9 % der gültigen Stimmen zu seinem Nachfolger gewählt. Seine Amtszeit beträgt acht Jahre.

### Wappen
| Wappen von Großbeeren | Blasonierung: „Geteilt von Silber und Blau; oben rechts ein abgeschnittener grüner Eichenzweig mit Früchten und links ein silbern-bordiertes schwarzes Eisernes Kreuz, unten ein rot-bewehrter, auffliegender, nach ausgestreuten goldenen Beeren schnappender silberner Schwan.“ |
| Wappen von Großbeeren | Das Wappen wurde am 20. Dezember 1999 durch das Ministerium des Innern genehmigt. |

### Flagge
Die Flagge ist Grün – Weiß – Grün (1:2:1) gestreift und mittig mit dem Gemeindewappen belegt.

### Gemeindepartnerschaft
Partnergemeinde von Großbeeren ist seit dem 4. Juli 2003 der Ort Lewin Kłodzki in Polen.

## Sehenswürdigkeiten

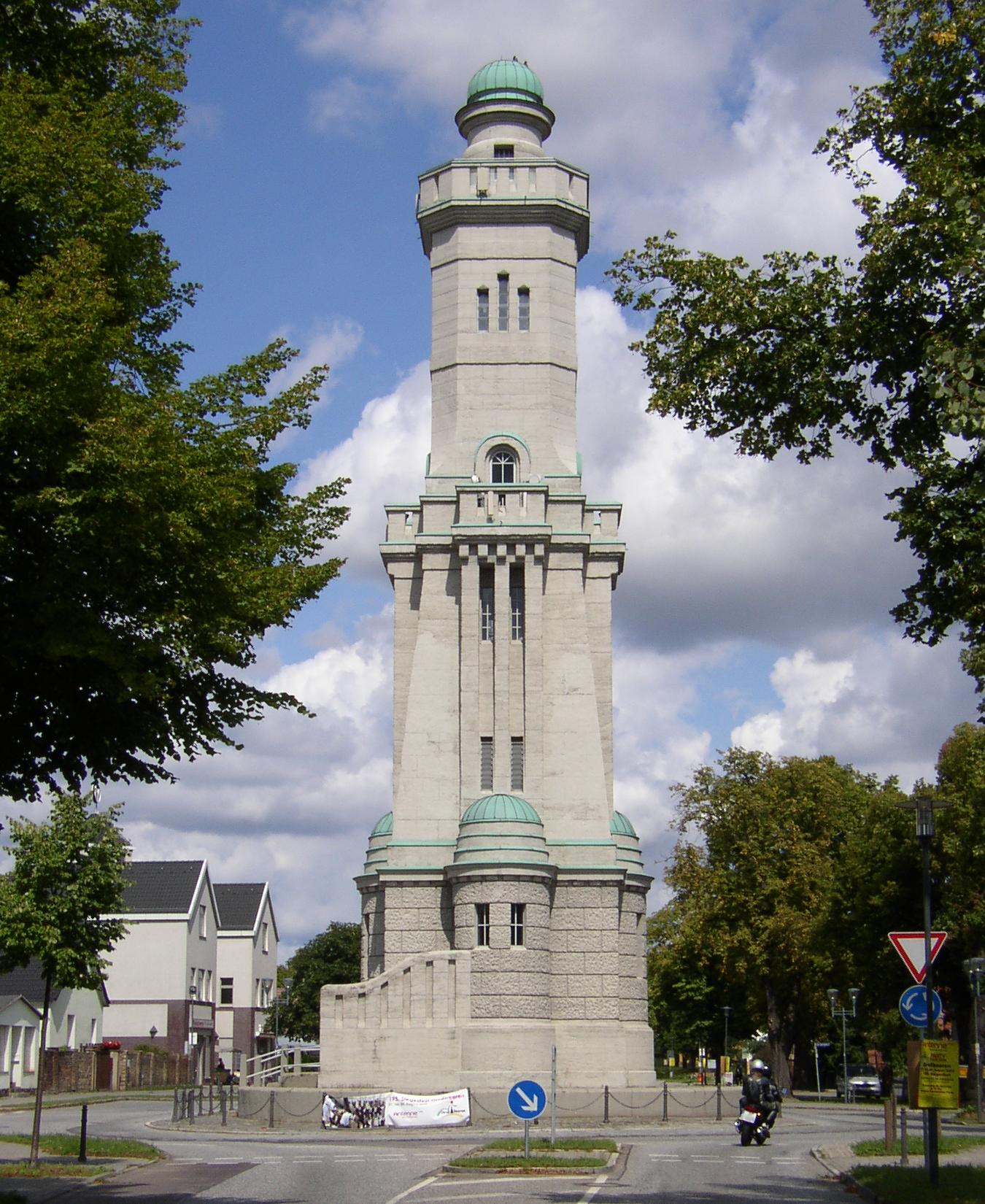
Gedenkturm für die Schlacht bei Großbeeren

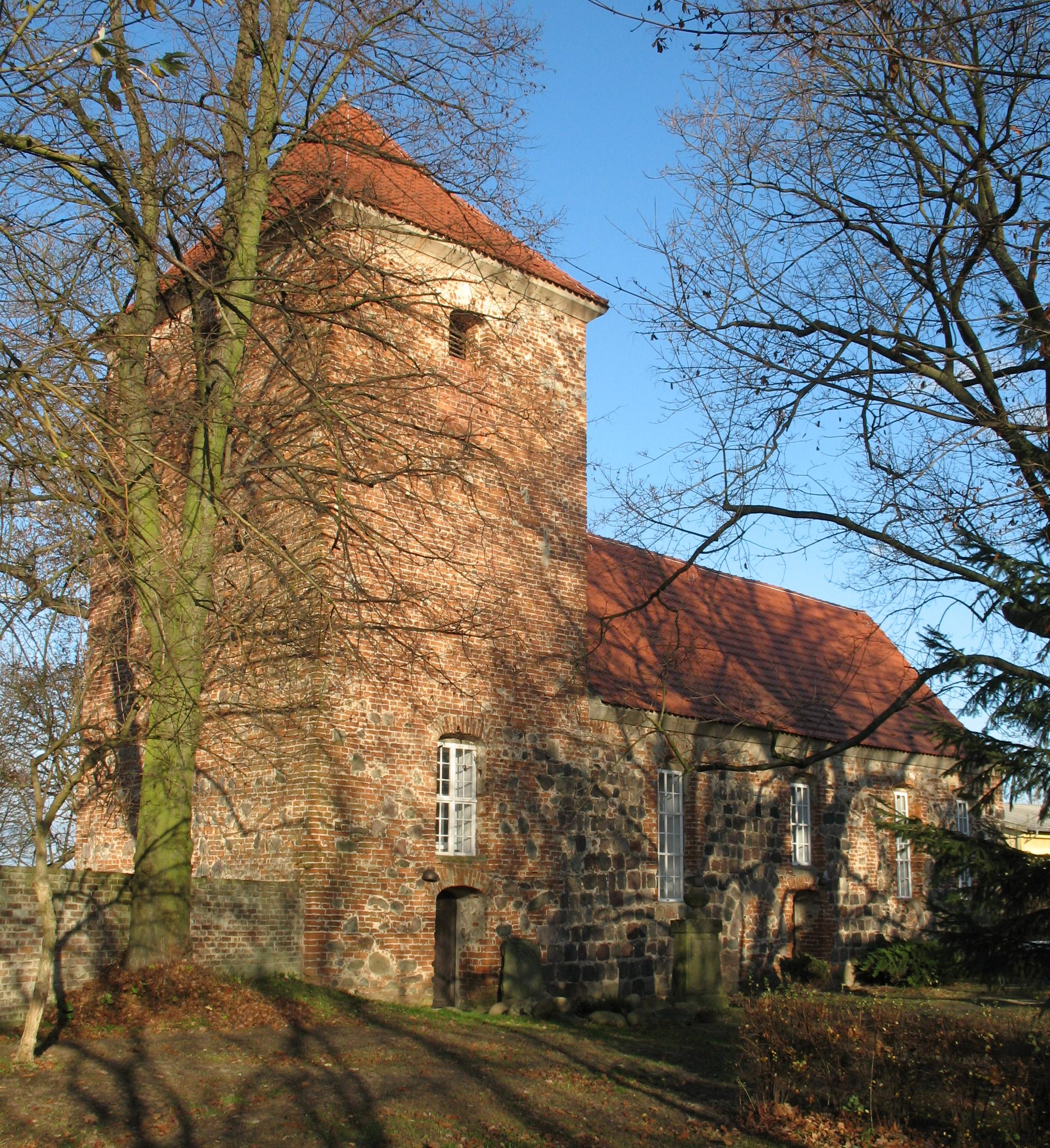
Kirche in Kleinbeeren

- Evangelische Kirche von Großbeeren, im Ortskern gelegen, nach einem Entwurf Karl Friedrich Schinkels von 1818 bis 1820 im neugotischen Stil als Ersatz für die 1760 zerstörte Kirche gebaut.[6] Schinkel hatte zuvor das 1817 auf dem Kirchhof von Großbeeren errichtete Denkmal für die Gefallenen der Schlacht von Großbeeren entworfen: einen gusseisernen Obelisk auf einem Steinsockel.[24] Im Jahre 2011 wurde die Kirche umfassend saniert.
- Gedenkturm mit einer Ausstellungshalle im Sockel, 32 Meter hoch, am 23. August 1913 zum 100. Jahrestag der Schlacht bei Großbeeren eingeweiht. Er trägt folgende Inschrift: „Hier wurde am 23. August 1813 die französische Armee von den preußischen Truppen unter General von Bülow geschlagen. Der Sieg bewahrte Berlin vor drohender französischer Besetzung.“ Bereits 1817 war an der Dorfkirche ein Obelisk zum Gedenken aufgestellt und im Jahre 1906 von der Stadt Berlin auf einem ehemaligen Windmühlenhügel eine Pyramide aus Findlingen aufgetürmt worden, die den Namen Bülow-Pyramide trägt.
- Dorfkirche Großbeeren, entstand vermutlich in der ersten Hälfte des 14. Jahrhunderts aus Feldsteinen. Diese wurden zu einem späteren Zeitpunkt verputzt. In den Jahren 1710 und 1712 errichtete die Kirchengemeinde den Dachturm aus Fachwerk und vergrößerte den südlichen Logenanbau. Im Innern stehen unter anderem eine Kanzel und eine Fünte aus dem Ende des 19. Jahrhunderts.
- Gutshaus Diedersdorf aus dem 18. Jahrhundert, jetzt als Hotel und Restaurant genutzt
- Dorfkirche Kleinbeeren, stammt ursprünglich aus der zweiten Hälfte des 13. Jahrhunderts, nach teilweiser Zerstörung im Dreißigjährigen Krieg wieder aufgebaut
- Gutshaus Kleinbeeren, das Hauptgebäude wurde um 1600 im Renaissancestil errichtet und nach jahrzehntelangem Verfall durch die Architekten Eilers BDA 2015/2016 als Mehrfamilienhaus wiederaufgebaut[25][26]

Natur
Teile des Landschaftsschutzgebiets Diedersdorfer Heide und Großbeerener Graben gehören zur Gemeinde.

## Wirtschaft und Infrastruktur
Von erheblicher Bedeutung für die Versorgung Berlins ist das 1998 erbaute und 2005 erweiterte Güterverkehrszentrum-Berlin Süd Großbeeren. Sein Terminal für den kombinierten Verkehr besteht aus einem Containerumschlagsbahnhof mit Portalkran, einer Zufahrt für Containerlastzüge und einem Container-Servicecenter. Betreiber ist die Deutsche Umschlaggesellschaft Schiene-Straße. Des Weiteren verfügt das GVZ über eigene öffentliche Gleise, die von der IPG Infrastruktur- und Projektentwicklungsgesellschaft betrieben werden. Im GVZ betreibt die Schienenbaufirma Spitzke SE ein Verwaltungszentrum mit Gleisanschluss und Wagenpark für die Neubau- und Instandsetzungsarbeiten der Schienenwege in Berlin und Brandenburg.
Neben der Discount-Einzelhandelskette Aldi-Nord mit einer Regionalniederlassung und einem großflächigen Zentrallager sind auch die Firmen REWE und Lidl mit ihren Logistikzentren vertreten. Im Jahr 2017 eröffnete der britische Online-Versandhändler ASOS sein erstes deutsches Logistikzentrum in Großbeeren. Die Rieck Logistik-Gruppe ist ebenfalls in der Gemeinde ansässig.

### Verkehr
Großbeeren liegt östlich der zur Schnellstraße ausgebauten Bundesstraße B 101 und ist damit direkt an den Süden Berlins und die Bundesautobahn A 10 (südlicher Berliner Ring) mit der Anschlussstelle Ludwigsfelde-Ost angebunden. Vor ihrem Ausbau führte die Bundesstraße direkt durch den Ort. Die Landesstraßen L 40 zwischen Potsdam und Königs Wusterhausen und L 76 zwischen Teltow und Mahlow durchqueren die Gemeinde in West-Ost-Richtung.
Der Bahnhof Großbeeren liegt an der Bahnstrecke Berlin–Halle. Hier halten im aktuellen Fahrplanjahr stündlich die Züge der Regional-Express-Linie RE 3 Stralsund / Schwedt (Oder) – Angermünde – Berlin – Ludwigsfelde – Jüterbog, alle zwei Stunden weiter bis Lutherstadt Wittenberg. Der Bahnhof mit P+R-Platz liegt westlich des Ortes und ist mit der Erneuerung der Bahnstrecke Berlin–Halle im Jahr 2006 wieder in Betrieb genommen worden.
Durch das Gemeindegebiet verläuft auch der Berliner Außenring der Eisenbahn. Hier lag der Bahnhof Genshagener Heide auf der Grenze der Gemeinde. Von dort bestanden Zugverbindungen zum damaligen Flughafen Berlin-Schönefeld und Potsdam Hbf. Der Bahnhof wurde im Dezember 2012 geschlossen und durch den Haltepunkt Struveshof auf Ludwigsfelder Stadtgebiet ersetzt.

### Öffentliche Einrichtungen
Im Süden des Orts liegen das Institut für Gemüse- und Zierpflanzenbau Großbeeren/Erfurt e. V. (IGZ) und das Referat für Gartenbau des brandenburgischen Landesamts für Verbraucherschutz, Landwirtschaft und Flurordnung. Beide betreiben ausgedehnte Gewächshaus- und Freilandfelder. Bereits im Jahr 1925 wurden durch die damalige Lehr- und Forschungsanstalt für Gartenbau (LuFA) in Berlin-Dahlem Moorversuchsfelder angelegt. Daraus entstand 1936 das Institut für Gemüsebau. Das IGZ ist Nachfolger des früheren Instituts für Gemüseproduktion der Akademie für Landwirtschaftswissenschaften der DDR, das an einer Verbesserung des Anbaus und der Lagerung von Tomaten, Gurken, Karotten und Kohl forschte.
Am 21. März 2013 wurde mit der Justizvollzugsanstalt Heidering auf Großbeerener Gemeindegebiet die modernste Haftanstalt des Landes Berlin mit 647 Haftplätzen eröffnet.

### Bildung
Großbeeren ist Sitz der Lehranstalt für Gartenbau und Floristik Großbeeren e. V. (LAGF). Die Überbetriebliche Ausbildungsstätte für Gärtner und Landschaftsgärtner ging 1998 aus der 1993 gegründeten Lehr- und Versuchsanstalt für Gartenbau und Floristik Großbeeren/Werder e. V. (LVAG) hervor. Seit August 2007 wurde sie aus Mitteln des Bundesinstituts für Berufsbildung sowie der Länder Brandenburg und Berlin stark ausgebaut. Zum Neubau gehören drei neue Werkstätten, ein Lehr-, ein Versuchsgewächshaus und ein Mehrzweckgebäude mit Internat.

## Persönlichkeiten
- Johannes Reinhold (1897–1971), Direktor des Instituts für Gemüsebau in Großbeeren
- Alfred Haller (1903–nach 1967), Politiker (LDPD), Einzelhandelskaufmann in Großbeeren
- Peter-Jürgen Paschold (1946–2013), Pflanzenbauwissenschaftler, lebte in Großbeeren
- Helmut Barthel (* 1953), Politiker (SPD), lebt in Großbeeren
- Erich Räuker (* 1953), Synchronsprecher, lebt in Großbeeren
- Michael Richter (* 1954), Politiker (CDU), lebt in Großbeeren